# Fediverse
Fediverse (от англ. Federation + Universe, (федерация + вселенная)) или Федивёрс — децентрализованное объединение социальных сетей, пользователи которых могут беспрепятственно общаться друг с другом: имея аккаунт в одном сервисе, пользователь может взаимодействовать с другими сервисами Федиверса, не регистрируясь в них. При желании, пользователь может установить собственный узел какой-либо федеральной сети и стать полноправным и полностью независимым участником Федиверса.
Сервисы, входящие в Fediverse, основаны на свободном программном обеспечении. Каждый пользователь сервиса, входящего в Fediverse, может свободно обмениваться сообщениями или другой информацией (видео, аудио, тексты и т. д.) с остальными пользователями своего или других сервисов.
По состоянию на июль 2023 года в Федиверс входит 126 сервисов, работающих на 15 различных протоколах и обслуживающих почти 15 миллионов пользователей.

## История
В 2008 году разработчик Эван Продрому основал социальную сеть identi.ca. Он опубликовал её программный код под свободной лицензией GNU Affero General Public License (AGPL) и тем самым положил начало протоколу OStatus. Кроме непосредственно сервера identi.ca появились еще несколько других узлов сети, запущенных пользователями для собственных нужд. Всё поменялось в 2011/2012 годах, когда identi.ca перешла на другое программное обеспечение pump.io. Был создан ряд узлов GNU social и одновременно с этим другие проекты, такие как Friendica, Hubzilla, Mastodon и Pleroma начали использовать для интеграции протокол OStatus, расширяя тем самым Fediverse.
Попутно с этим развивались другие протоколы взаимодействия. В январе 2018 W3C представил протокол ActivityPub, нацеленный на улучшение взаимодействия между платформами, который по состоянию на август 2018 года поддерживается тринадцатью платформами.

## Основная информация

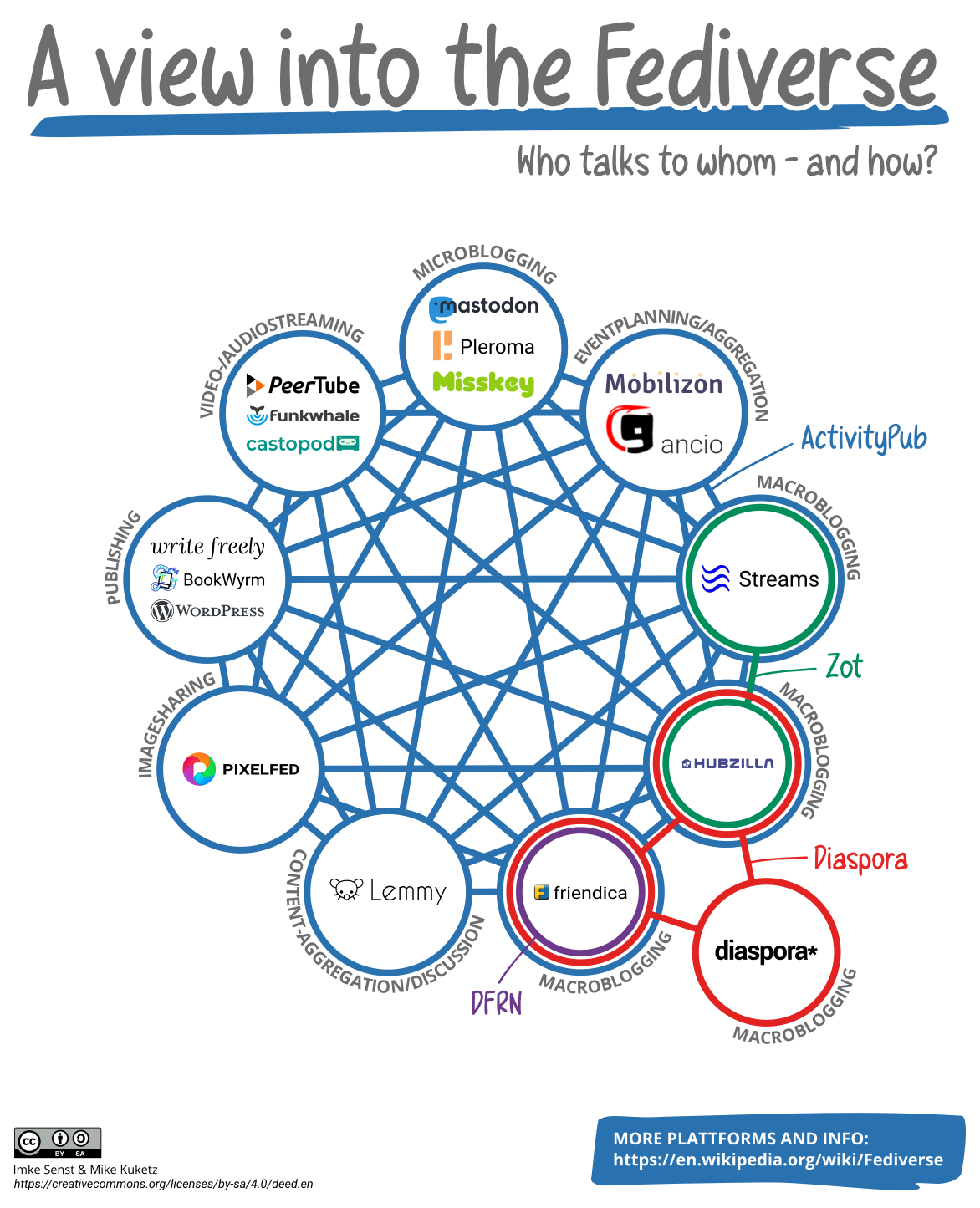
Разработка общих протоколов и платформ в Fediverse (2023)

Федиверс является децентрализованной сетью и состоит из множества узлов. В силу децентрализации, сеть не имеет владельца или центрального сервера и не контролируется государствами или коммерческими корпорациями. Вместо этого узлы (или «ноды») контролируются их администраторами. Запустить свой узел может любой желающий. Связь между узлами осуществляется с помощью открытых протоколов социальных сетей, таких как ActivityPub.
В состав Федиверс входят платформы, являющиеся альтернативами несвободным коммерческим сервисам:
| Коммерческая сеть   | Аналог в Fediverse            |
| ------------------- | ----------------------------- |
| Facebook, ВКонтакте | Hubzilla, Friendica, Diaspora |
| Twitter, Tumblr     | Mastodon, Pleroma, Misskey    |
| Instagram, Flickr   | Pixelfed                      |
| YouTube, Vimeo      | PeerTube                      |
| Goodreads           | Bookwyrm                      |
| SoundCloud, Spotify | Funkwhale                     |
| Reddit              | Lemmy, Kbin                   |
| Blogspot            | WriteFreely, Plume, Wordpress |

## Финансирование
Поскольку Федиверс — это децентрализованная сеть, это значит, что у неё нет общего фонда для финансового обеспечения. Вместо этого многие проекты появляются и существуют за счёт пожертвований и краудфандинга.
Например, 14 мая 2019 года французская некоммерческая организация Framasoft, ранее предоставившая проект федеративного видеохостинга PeerTube, начала сбор средств на новую инициативу — Mobilizon, свободную и федеративную платформу для создания запланированных встреч и мероприятий. А 10 июля 2019 года компания заявила об окончании сбора средств, собрав 58 689€.
Mastodon не имеет рекламы, монетизации или венчурного капитала, и существует за счёт пожертвований от разных людей и компаний. На 19 мая 2022 года доход Mastodon с платформы Patreon составляет $7426.

## Государства в Fediverse
С апреля 2021 года Министерство окружающей среды, климата и энергетики земли Баден-Вюртемберг в Германии имеет аккаунт в социальной сети Mastodon. Министерство использует социальную сеть для информирования населения о политике правительства земли и ответов на вопросы.
Федеральное правительство по защите данных и свободе информации Германии (BfDI) имеет собственный узел Mastodon и использует его для работы с прессой и связи с общественностью.
28 апреля 2022 года Европейская служба защиты данных (EDPS) объявила о запуске двух социальных сетей — EU Voice и EU Video, основанных на Mastodon и Peertube соответственно. Войцех Веверовски, глава EDPS, заявил, что цель данной инициативы — предложить людям альтернативные платформы, которые будут уважать право пользователей на неприкосновенность частной жизни и защищать их личные данные.

## Программные платформы Fediverse

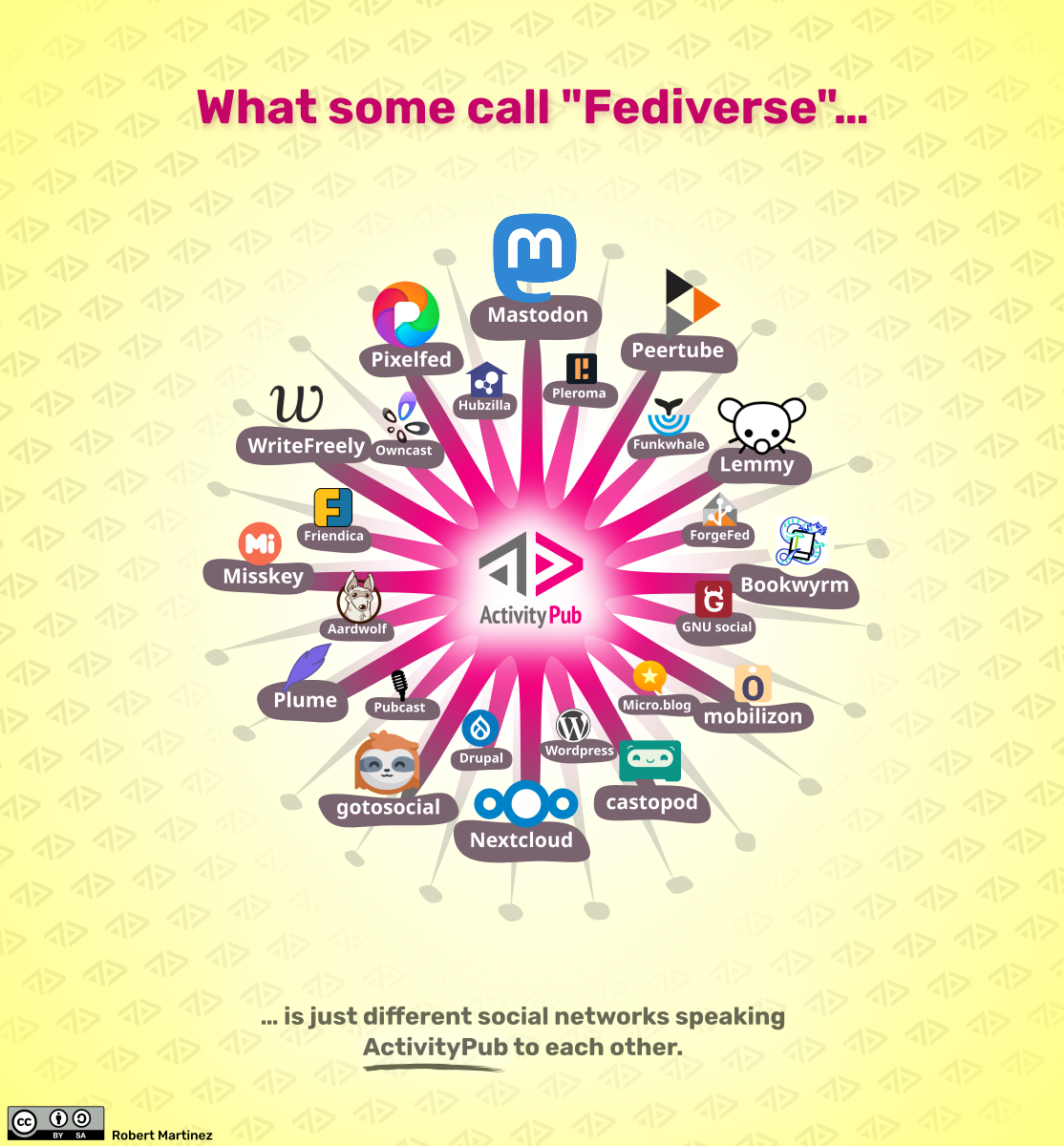
Сервисы в Fediverse, использующие протокол ActivityPub

Fediverse работает на основе 4 протоколов: ActivityPub, Diaspora Network, OStatus, Zot/6. В таблице ниже перечислены программы для доступа к сервисам Fediverse и запуска собственных узлов, при этом есть и различные веб-интерфейсы для доступа.
| Название платформы                              | Тип                                                                        | ActivityPub  | Diaspora Network | OStatus | Zot Zot/6    |
| ----------------------------------------------- | -------------------------------------------------------------------------- | ------------ | ---------------- | ------- | ------------ |
| Aardwolf                                        | Социальная сеть                                                            | Да           | Нет              | Нет     | Нет          |
| Anfora                                          | Фотохостинг                                                                | В процессе   | Нет              | Нет     | Нет          |
| BookWyrm                                        | Социальная сеть для обсуждения и каталогизации книг                        | Да           | Нет              | Нет     | Нет          |
| Castopod                                        | Подкастинг-платформа                                                       | Да           | Нет              | Нет     | Нет          |
| diaspora*                                       | Социальная сеть, микроблог                                                 | Нет          | Да               | Нет     | Нет          |
| distbin                                         | Буфер обмена                                                               | Да           | Нет              | Нет     | Нет          |
| Friendica (ранее Friendika; ориг. Mistpark)     | Социальная сеть, микроблог                                                 | Да           | Да               | Да      | Нет          |
| Funkwhale                                       | Аудиохостинг                                                               | Да           | Нет              | Нет     | Нет          |
| GNU MediaGoblin                                 | Хостинг для медиафайлов                                                    | Предлагается | Нет              | Нет     | Нет          |
| GNU Social (ранее StatusNet; ориг. Laconica)    | Микроблог                                                                  | Предлагается | Нет              | Да      | Нет          |
| Honk                                            | Социальная сеть                                                            | Да           | Нет              | Нет     | Нет          |
| Hubzilla (ранее RedMatrix; ориг. Friendica-Red) | CMS, социальная сеть, микроблог, вики, блог, фотогалерея, файловый хостинг | Да           | Да               | Да      | Да           |
| Kbin                                            | Агрегатор ссылок, Социальная сеть, микроблог                               | Да           | Нет              | Нет     | Нет          |
| Kibou                                           | Социальная сеть, микроблог                                                 | Да           | Нет              | Нет     | Нет          |
| Lemmy                                           | Агрегатор ссылок, социальная сеть                                          | Да           | Нет              | Нет     | Нет          |
| Littr.me                                        | Агрегатор ссылок, социальная сеть                                          | In progress  | Нет              | Нет     | Нет          |
| lotide                                          | Агрегатор ссылок, социальная сеть                                          | Да           | Нет              | Нет     | Нет          |
| Mastodon                                        | Микроблог                                                                  | Да           | Нет              | Убрано  | Нет          |
| microblog.pub                                   | Микроблог                                                                  | Да           | Нет              | Нет     | Нет          |
| Minds                                           | Социальная сеть                                                            | Предлагается | Нет              | Нет     | Нет          |
| Misskey                                         | Социальная сеть, микроблог                                                 | Да           | Нет              | Нет     | Нет          |
| Mobilizon                                       | Социальная сеть для организации встреч                                     | Да           | Нет              | Нет     | Нет          |
| Nextcloud Social                                | Файловый хостинг                                                           | Да           | Нет              | Нет     | Нет          |
| OStatus                                         | Социальная сеть, микроблог                                                 | Да           | Нет              | Да      | Нет          |
| OLKi                                            | Хостинг для файлов или баз данных                                          | Да           | Нет              | Нет     | Нет          |
| Owncast                                         | Видеостриминговый сервис                                                   | Да           | Нет              | Нет     | Нет          |
| PeerPx                                          | Фотохостинг                                                                | Да           | Нет              | Нет     | Нет          |
| PeerTube                                        | Видеохостинг                                                               | Да           | Нет              | Нет     | Нет          |
| Pixelfed                                        | Фотохостинг                                                                | Да           | Нет              | Нет     | Нет          |
| Pleroma                                         | Микроблог                                                                  | Да           | Нет              | Убрано  | Нет          |
| Plume                                           | Блог                                                                       | Да           | Нет              | Нет     | Нет          |
| Prismo                                          | Обмен ссылками                                                             | Да           | Нет              | Нет     | Нет          |
| Pubcast (ранее Metapods)                        | Netcasting                                                                 | Да           | Нет              | Нет     | Нет          |
| pump.io                                         | Микроблог                                                                  | Предлагается | Нет              | Убрано  | Нет          |
| Read.as                                         | Чтение RSS-фидов                                                           | Да           | Нет              | Нет     | Нет          |
| Socialhome                                      | Вебсайт, социальная сеть, микроблог                                        | Да           | Да               | Нет     | Предлагается |
| Sharkey                                         | Социальная сеть, микроблог                                                 | Да           | Нет              | Нет     | Нет          |
| Smithereen                                      | Социальная сеть                                                            | Да           | Нет              | Нет     | Нет          |
| Write.as / WriteFreely                          | Блог                                                                       | Да           | Нет              | Нет     | Нет          |
| Zap                                             | Социальная сеть, макроблог, хостинг для фото или файлов                    | Да           | Нет              | Нет     | Zot/6        |

## Коммуникационные протоколы, используемые в Fediverse
Взаимодействие социальных сетей в Fediverse обеспечивается общими и открытыми коммуникационными протоколами.
- ActivityPub
- DFRN[43]
- Diaspora[44]
- OStatus
- Zot & Zot/6[45][46]